# South Nahanni
Il South Nahanni è un fiume del Canada, lungo 540 chilometri. Esso nasce sui Monti Mackenzie, nei Territori del Nord-Ovest, scorre prima verso ovest, poi verso nord-ovest confluendo nel Liard. Il fiume scorre nel Parco nazionale Nahanni e, con le cascate Vittoria, ne costituisce una delle maggiori attrattive.

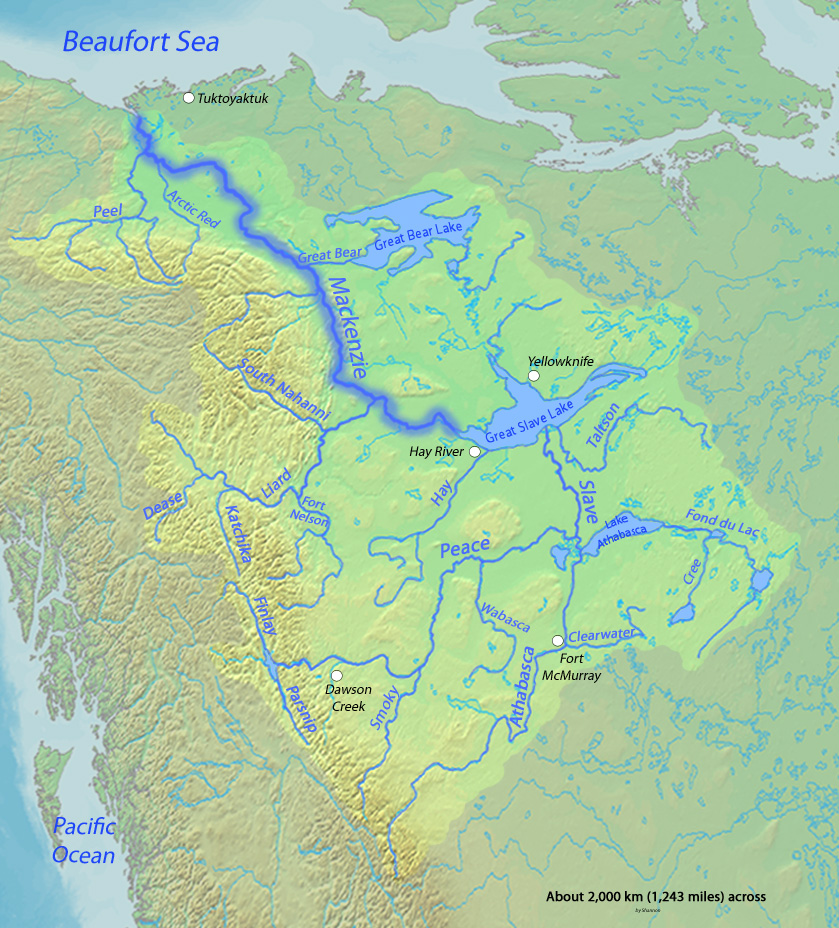
Il fiume all'interno del Bacino idrografico del Mackenzie

## Cascate Virginia
Presso le cascate Virginia, il fiume cade per 90 metri, oltre il doppio delle famose cascate del Niagara. Al centro della cascata si trova uno sperone di roccia chiamato Mason's Rock in onore di Bill Mason, famoso canoista e regista canadese. La zona che circonda le cascate ospita numerose specie rare di orchidaceae. Esiste un progetto che vorrebbe rinominare le cascate dandogli il nome dell'ex Primo ministro del Canada Pierre Trudeau. Oltre alle cascate si trovano numerose rapide sul fiume, tra cui le Figure Eight, le George's Riffle e le Lafferty's Riffle.

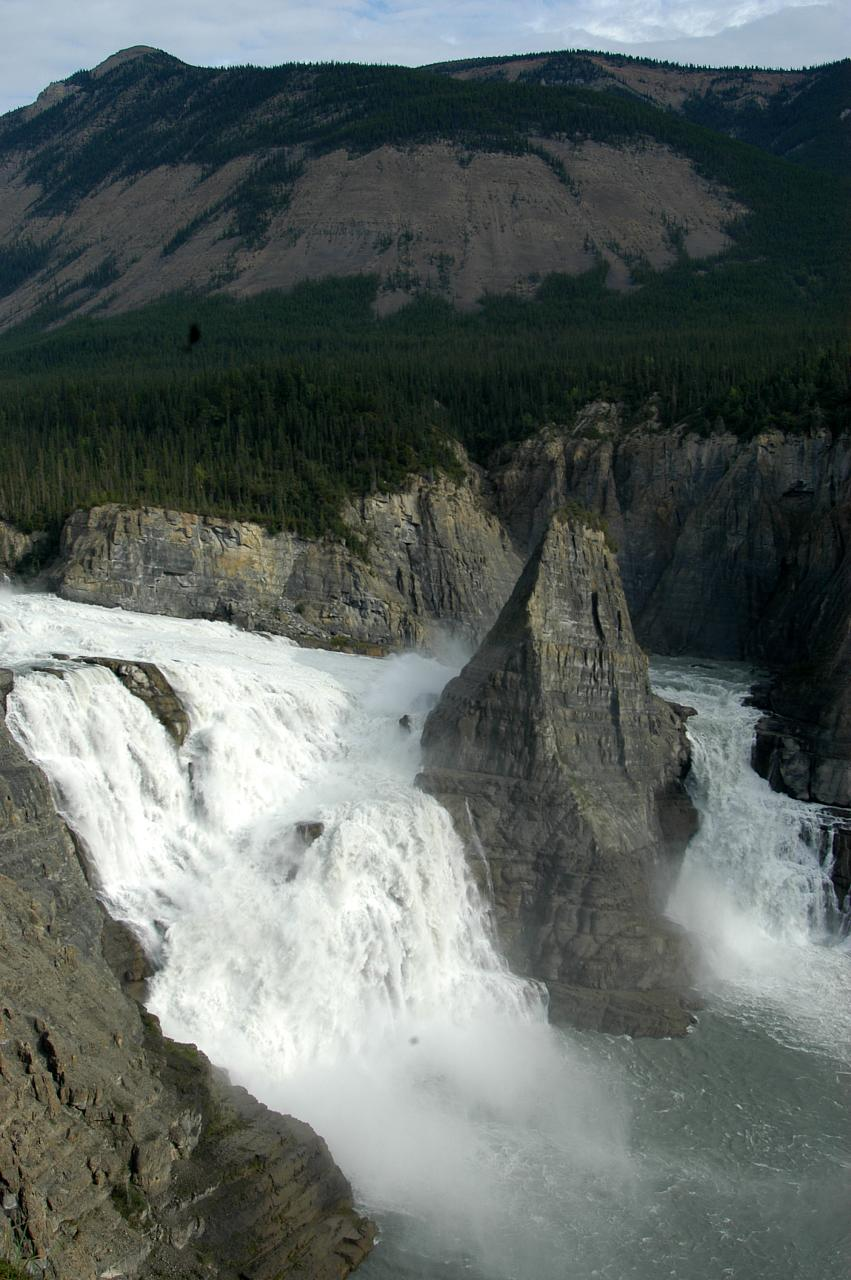
Le cascate Vittoria, una delle maggiori attrattive del Parco nazionale Nahanni